# Mycosphaerella telopeae
Mycosphaerella telopeae är en svampart som beskrevs av M.E. Palm & Crous 1998. Mycosphaerella telopeae ingår i släktet Mycosphaerella och familjen Mycosphaerellaceae.   Inga underarter finns listade i Catalogue of Life.